# End SARS
Az End Special Anti-Robbery Squad (End SARS) vagy #EndSARS egy társadalmi mozgalom Nigériában, mely a Twitteren indult, és arra szólított fel, hogy állítsák meg a Speciális Rablásellenes Egységet, a Nigériai Rendőrség egyik egységét. Ez egy felszólítás volt, hogy fejezzék be Nigériában a rendőri brutalitást és elnyomást. valamint oszlassák fel A Speciális, Rablásellenes Osztag bevetését, amelyet a köznyelv SARS néven ismer. Az október 9–11 közötti hétvégén az #ENDSARS hashtaget nagyjából 28 millió tweetben használták. A nigériaiak történeteket és videókat osztottak meg egymással arról, hogy a SARS tagjai hogyan keveredtek emberrablásba, kínzásba, erőszakba, gyilkosságba, lopásba, törvénytelen letartóztatásokba.
A SARS tagjai a fiatalokat nagyrészt kinézet alapján minősítik. Illegális úttorlaszokat állítanak, megállítanak és átvizsgálnak, engedély nélkül letartóztatnak, a nőket megerőszakolják, megzsarolják azokat a fiatalokat, akik egzotikus autókat vezetnek vagy iPhone-juk van. Míg egyesek győzelemnek értékelik, hogy október 11-én, vasárnap a Nigériai Rendőrség feloszlatta a SARS egységet, mások megjegyezték, hogy hasonló ígéretekre az elmúlt években már többször volt példa, de végül mindig visszaállították a régi rendszert. A kormány a bejelentés ellenére továbbra is folytatta a tiltakozások visszaszorítását.

## Előzmények
A Speciális Rablásellenes Egység a Nigériai Rendőrségnek a SCID, az Állami Bűnfelderítési és Titkosszolgálati Osztálya alá tartozott. A részleget 1992-ben hozták létre. A részleg a rendőrség egy arctalan egysége volt, melyek fedett akciókat hajtottak végre olyan bűncselekményekkel kapcsolatban, mint amilyen a fegyveres rablás, az autólopás, a jószágelterelés és más, fegyverhez kapcsolódó bűncselekmények.
A SARS-ról egy idő után úgy gondolták, része van az emberi jogok megsértésében, illegálisan állítanak le és vizsgálnak át járműveket, illegálisan tartóztatnak le illetve vesznek őrizetbe embereket, követnek el nők ellen szexuális bűncselekményeket, és bánnak brutálisan fiatal nigériaiakkal.
2017-ben Segun Awosanya indítottal el az #ENDSARS kampányt, a közösségi médiában, majd ebből más aktivisták bevonásával először pártfogások, később tüntetések alakultak ki, melyek célja a notórius rendőri egységek felszámolása volt.
AZ Amnesty International 2016-os jelentése szerint a SARS felelőssé tehető azért, mert megsértette az emberi jogokat,az előzetesben megsértették a nigériaiak jogait, és rengeteg kínzást alkalmaztak. Ezen emberi jogi sérelmek közé tartozik, hogy lábon lőtték a fogva tartottakat, kigúnyolták, fellógatták vagy súlyosan bántalmazták őket. A szervezet egy 2020-as jelentése szerint 2017. Január és 2020. május között 82 olyan esetet dokumentáltak, ahol a SARS illegálisan bántalmazott vagy ölt meg embereket.

## Kezdeti reakciók és tüntetések
Az Amnesty International azzal vádolta a SARS tisztviselőit, hogy fiatal nigériaiakat illegálisan tartanak fogva, és pénzt húznak ki a hozzátartozóikból. Egy petíciót adtak át a Nemzeti Tanácsnak, melyet 10.195 ember írt alá, s melyben a SARS teljes felszámolását követelik. Ekkoriban szó volt a szervezet átalakításáról, de nem a teljes megszüntetéséről.
A tüntetők a közösségi médiáról átváltottak szervezett, békés tüntetésekre, melyeknek legfőbb helyszínei között ott volt Abuja, Lagos, Ibadan, Osun, Benin, Delta államDelta, Ilorin, Ogbomosho, Owerri, és más nigériai városok és államok megígérték, hogy amennyiben a kormány nem oszlatja fel az alakulatot, akkor csatlakoznak a tüntetőkhöz.
A kampányra válaszul a Nigériai Rendőri Erők PR felelőse, Jimoh Moshood azzal vádolta meg a tüntetőket, hogy ők maguk „bűnözők.” A Nigériai Rendőrségi erők legfőbb vizsgálója, Ibrahim K. Idris reformokat rendelt el, melyek között ott volt a SARS átszervezése is.
2017-ben több szenátor is támogatta a SARS felszámolását.

## 2020. októberi tüntetések
2020. október 3-án, szombaton egy videó elkezdett terjedni a közösségi médiában, melyen az látszik, hogy a SARS egyik rendőre Delta Ughelli városában a Wetland Hotel előtt lelő egy fiatal nigériait. Állítólag a rendőrök el akarték vinni a fiatal autóját, egy Lexus SUV-ot. A felkapott videó visszhangot kapott, főleg a Twitteren írták ki sokan, hogy #ENDSARS.
2020. október 8-án, csütörtökön kezdődött az ENDSARS, egy egész héttel azután, hogy közfelháborodás lett több olyan videó és kép miatt, melyek rendőri brutalitásokat, túlkapásokat és zsarolásokat mutatnak be. A tüntetéseket jellemzően fiatal nigériaiak vezették, melyekhez több városban sok aktivista és híresség is csatlakozott. A Nigériai Rendőri Erők néhány városban feloszlatták a tüntetéseket, miután a békésen tüntetők közé könnygázt dobtak, illetve feléjük lőnek. Ilyen felvételek készültek Abujában és Osunban, Oxóban emiatt meghalt Jimoh Isiaq. Szerdára, október 14-re a még mindig Nigéria több városában megrendezett tüntetésen nagyobb hangot adtak a követeléseiknek, melyek a reformok és a rendőri tevékenységek elszámoltathatósága volt.

### Öt követelés
2020. október 11-én a tüntetők öt pontos követelést fogalmaztak meg Nigéria szövetségi kormánya felé. Az „Egy nigériai fiatal” aláírást viselő pontok között volt minden, a tüntetések alatt bebörtönzött ember szabadon bocsátása, mindazok kárpótlása, akik a rendőri brutalitás miatt haltak meg az országban, nekik igazságot kell szolgáltatni. Követelték, hogy 10 napon belül olyan, független testületet hozzanak létre, mely perbe fogja mindazokat, akiket rendőri túlkapások miatt bejelentettek. Ezen kívül azt akarták, hogy mielőtt a SARS egységek tagjai másik rendőri egységben kezdenének tevékenykedni, pszichológiai értékelésnek vessenek alá, valamint képezzék őket ezen a téren. Végül a nigériai rendőrök méltányos bérezését követelték.

### A nigériai kormány válasza
A rendőri brutalitás miatti nagy felháborodás hatására a Nigériai Rendőrség főfelügyelője megtiltotta a FSARS, a Speciális Taktikai Egység, (STS), a Hírszerzési Válasz Csoport (IRT), az Antikultúra Osztag és más taktikai egység számára, hogy úttorlaszokat építsenek, embereket állítsanak meg és kutassanak á és más, hasonlót cselekedjenek, de ugyanezt az elmúlt négy évben már négyszer megtették,, így a Nigériai Polgárok megkérdőjelezte a tevékenységüket. Eközben a jelentések szerint a SARS tisztviselői őrjöngő öldöklésbe kezdtek, az ország több helyén fegyverek is eldördültek.
A tüntetők ragaszkodtak ahhoz, hogy ahelyett, hogy betiltják, inkább oszlassák fel az egységeket. Ez már a negyedik alkalom, hogy betiltja a kormány a SARS-t.
2020. október 9-én Lagos állam kormányzóhelyettese, Femi Hamzat a tüntetőkhöz beszélve elismerte, hogy a rendőröknek nincs joga csak azért törvényszegéssel vádolni csak azért, mert laptopot visz, iPhonet birtokol vagy a szemük láttára luxusautót vezet. Elítélte a rendőri brutalitást, és megígérte, hogy Lagos kormánya megteszi a szükséges lépéseket. Az alkormányzó hozzátette, hogy őt is zaklatta a SARS rendőrei négy évvel ezelőtt, mikor még rendőri egyenruha sem volt rajtuk.
Október 9-én, pénteken a Lagosi Állami Gyűlés rendkívüli parlamenti ülést tartott, hogy megbeszéljék az ENDSSARS tüntetők követeléseit. A képviselők egy hétpontos határozatot fogadtak el, mely a következőket tartalmazza: Nigéria Gyűlésének Háza és Szenátusa át kell vizsgálnia a FSARS-t, a rendőrkapitánynak meg kell védenie a tüntetőket, a fiatalok molesztálását abba kell hagyni, a Szenátus elnökének valamint a Házelnöknek a részvételével olyan nyomozó csoportot állítanak fel, mely megvizsgálja a bírósági ítéletek nélkül történt gyilkosságokat, száműzik a SARS-t, helyét pedig egy tiszta magatartási kódexszel rendelkező új szervezet veszi át, melynek a szabályai szankcionálják az illegális tevékenységeket.
Október 11-én, vasárnap Nigéria rendőrfőkapitánya, Mohammed Adamu bejelentette a SARS feloszlatását. Sok, a mozgalomban részt vevő nigériai kritizálta a bejelentést, és arra mutattak rá, hogy az korábbi években is voltak ígéretek a SARS felszámolására, és ezzel az a kormány célja, hogy a SARS résztvevőit átirányítják másik rendőri egységhez, majd fokozatosan kivezetik őket. A „feloszlatás” ellenére a tüntetések tovább folytak, mivel sokan nem hittek a közbenjárásnak.
Október 12-én hétfőn Lagos állam kormányzója, Babajide Sanwo-Olu és a rendőrségi ügyekért felelős minisztere, Maigari Dingyadi azt akarta elérni, hogy a tüntetők higgyék el, a SARS-t valóban feloszlatták.
Ugyanaz nap Rivers állam kormányzója, Ezenwo Nyesom Wike bejelentette, hogy az End SARS tüntetések ezen túl be lesznek tiltva az állam területén. Rivers államban minden fajta tüntetés tilos lesz. Oyo állam kormányzója, Seyi Makinde megtiltotta a rendőrségnek, hogy beavatkozzon a tüntetésekbe, a további halálesetek elkerülése érdekében.
Október 13-án, kedden dr. Ifeanyi Okowa, Delta állam kormányzója azt mondta, hogy az #EndSARS tüntetés egy elbukott vezetőség következménye. A kormányzó azt is bejelentette, hogy felállít egy ötfős Rendőrségi Ügyeket Kivizsgáló Bizottságot, melyben kétfős képviseletet kapnak a fiatalok szervezetei. Korábban a kormányzó a rendőrökre támaszkodva azt várta, hogy a rendőrség eláll a tüntetők zaklatásától, mert az emberek szabadon hangot adhatnak sérelmeiknek egy demokratikus keretrendszerben. A Nigériai Rendőrségi Erők PR osztályának vezetője, Frank Mba bejelentette a SARS helyélre lépő Speciális Fegyveres és Taktikai Csapat, az (SWAT) felállítását. Az új, remélhetőleg 7 nap alatt felálló csapat tagjait pszichológiailag és orvosilag is kivizsgálják, hogy megállapíthassák, mennyire illeszkednek a csapatba. Lagos állam kormányzója megígérte, hogy 200 milliós promised to set up a two hundred million naira (N200m) fund for residents of the State who have been victims of police brutality Femi Adesina, az elnök sajtószóvivője arra utalt, hogy a nigériai kormány egyetértett az End SARS öt pontjával. A megállapodást a rendőrfőkapitány irodájának illetve az emberi jogok védnökének szervezésében sikerólt elérni. Ebben részt vettek még a Rendőrségi Minisztérium és a Rendőrségi Szolgálati Tanács résztvevői, a civil szervezetek képviselői, a szórakoztató ipar és az ENDSARS mozgalom aktivistái,
Október 15-én, csütörtökön a Biztonsági Tanács bejelentette, hogy betiltják a tüntetéseket a Szövetségi Fővárosi Területen (FCT). A döntést egy előző nap tartott ülésen hozták meg az FCT miniszter, Malam Muhammad Bello részvételével. A bejelentés elismeri a polgárok jogát a gyülekezéshez és a demonstrációhoz, azonban az EndSARS tüntetések elértek egy olyan szintet, ahol megfoghatatlanná vált, és az emberekben kényelmetlenséget éreztek emiatt. A Covid19-pandémia miatt kihirdetett protokollokat be kell tartani, és mivel a kormány elfogadta a követeléseket, a tüntetéseket be kell rekeszteni.
Október 16-án, pénteken a Névtelen Péntek nevű csoport feltörte a Nemzeti Sugárzási Bizottság Twitter-oldalát, és egy olyan üzenetet rakott ki, mely szerint „Mi Névtelenek továbbra is támogatjuk a nigériaiakat.” Ezzel a folyamatban lévő tüntetéseket támogatták.

## Az események lefolyása

### Október 8.

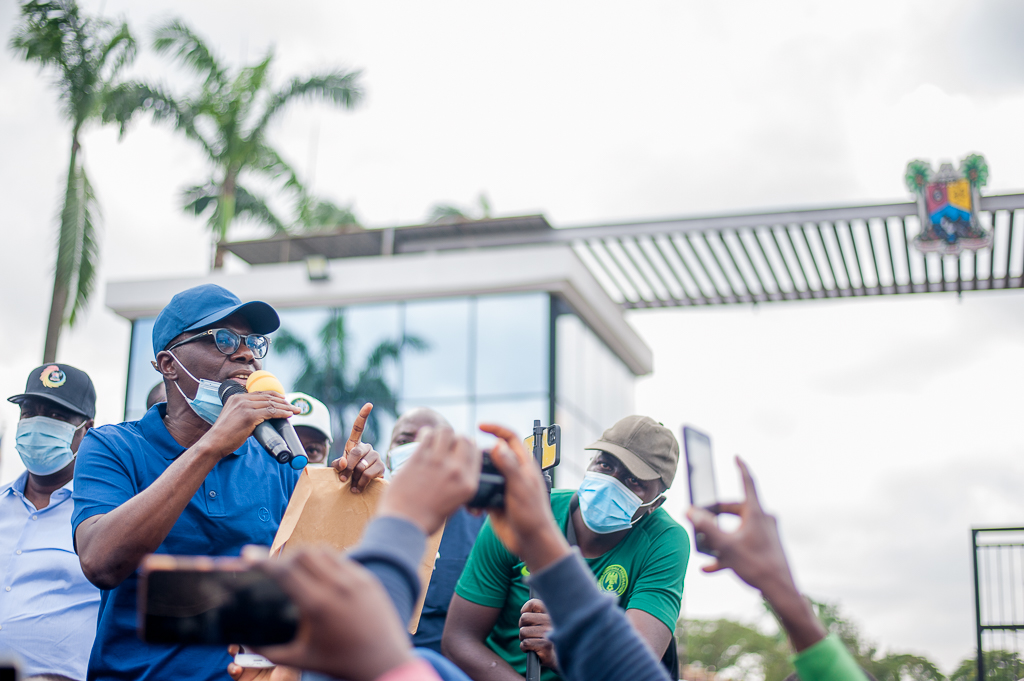
Lagos állam kormányzója beszél az összegyűlt tüntetők előtt.

Csütörtökön, október 8-án nigériai fiatalok tüntettek a Lagos Állami Kormányzó Háza előtt majd egész éjszaka ott aludtak a bejárat előtt, mikor a kormányzóhelyettes beszédet intézett a tüntetőkhöz. A Lagosban tüntetők között olyan hírességek is felbukkantak, mint Falz, Runtown, Don Jazzy, Olu Jacobs, Eedris Abdulkareem és sokan mások, akik voltak humoristák és más, a televízióból ismert emberek.

### Október 9.

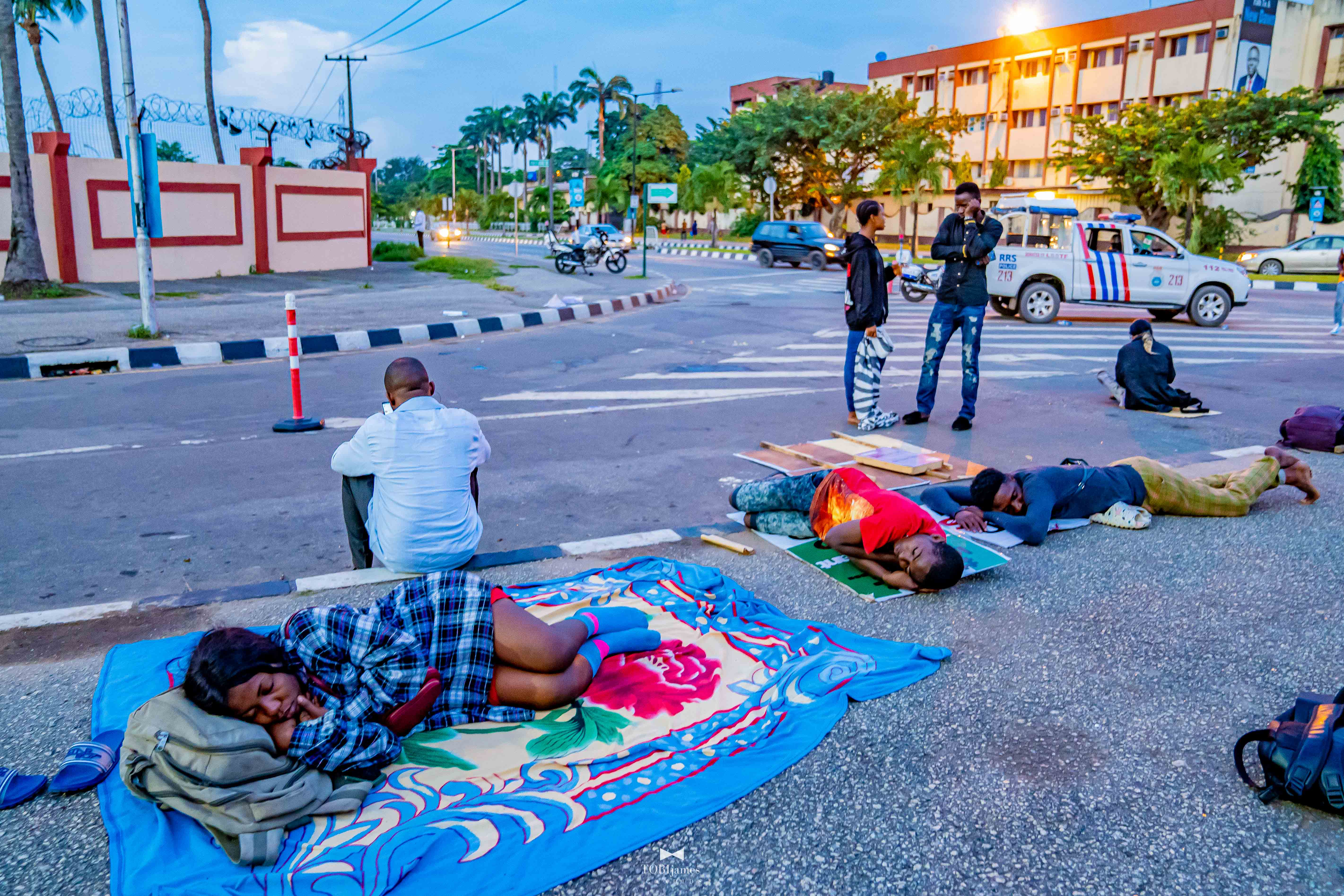
END SARS PROTEST Nigériában, Lagosban.

Október 9-én, pénteken Lagos Állam kormányzóhelyettese, Femi Hamzat beszédet mondott a tüntetők előtt, ahol elismerte, hogy a rendőrök nem tiporhatják a porba a törvénytisztelők jogait csak a kinézetük vagy a tulajdonukban lévő tárgyak miatt. Elítélte a rendőri brutalitást, és megígérte, hogy Lagos vezetése mindent megtesz ennek megfékezése érdekében. A kormányzóhelyettes azt is megjegyezte, hogy négy éve ő is a SARS tagjai által, nem egyenruhában elkövetett rendőri brutalitás áldozata volt.
Nigériai fiatalok a Nigériai Rendőrség vezetőjének háza előtt tüntettek Abujában, a Szövetségi Fővárosi Területen, és azt hangoztatták, hogy egész addig ott sátraznak, míg Mohammed Adamu, szóba nem áll velük.